# César González
César Eduardo González Amais (Maturín, 1 de outubro de 1982) é um futebolista venezuelano que atua como meia. Atualmente, joga pelo Deportivo La Guaira.

## Carreira

### Clubes
César González começou a jogar futebol ainda muito jovem (5 anos) quando seus pais o matricularam na escola de futebol Joaquín Da Silva "Fariñas", onde começou a mostrar seu talento.
Joaquin Da Silva treinou o clube na cidade, o Monagas SC, e foi isso que o levou a jogar naquele clube.
Fez sua estréia profissional aos 17 anos com o Monagas Sport Club. Em sua estréia enfrentou o Italchacao, a sua equipe venceu por 1-0 e Gonzalez jogou o jogo todo. 
Ele jogou 4 temporadas 2000-2004 com o Monagas Sport Club, onde ele mostrou um grande talento e assim começaram a chama-lo de "Maestrico" desde sua tenra idade mostrou uma grande exibição na Copa Sul-Americana jogou com a equipe em 2002 e 2003.
Isso o levou a ser contratado pelo clube colombiano Deportivo Cali após um período experimental com o clube acima mencionado foi emprestado para o Atlético Huila para jogar o torneio de 2004, onde teve um bom torneio, jogando 14 partidas e marcando 3 gols.
Ele não teve a mesma sorte ao voltar a jogar pelo Deportivo Cali pelo torneio Apertura 2005, isso o levou a retornar à capital Venezuela, e jogar no Caracas FC, que comprou 50% do passe, onde jogou a temporada de 2005-2006 e 2006-2007, sendo campeão duas temporadas, foi no momento em que a maioria dos venezuelanos começaram a ver toda a sua qualidade e foi avaliado o melhor jogador do Clausura 2007.
Em Caracas ganhou duas vezes a Liga dos venezuelanos e jogou a Copa Libertadores, onde chegou à fase eliminatória, marcando dois gols e atraindo o interesse de vários clubes da América do Sul, como o Santos do Brasil, e o Colón, da Primeira Divisão da Argentina.

## Seleção Nacional
Ele fez parte do elenco da Seleção Venezuelana de Futebol da Copa América de 2011.